# Solange Sotuyo
Jeny Solange Sotuyo Vázquez (1975) es una botánica, curadora de colecciones de Caesalpinioideae, y profesora mexicana, desarrollando actividades de investigación y académicas en el "Instituto de Biología", Universidad Nacional Autónoma de México.
En 1999, obtuvo la licenciatura en biología, por la Facultad de Ciencias, Universidad Nacional Autónoma de México, y el doctorado, en el Centro de Investigaciones en Ecosistemas, por la misma casa de altos estudios, en 2007

## Algunas publicaciones
- g.p. Lewis, j.s. Sotuyo-Vázquez. 2010. Hoffmannseggia aphylla (Leguminosae: Caesalpinieae), a new name for a Chilean endemic. Kew Bull. 65 (2): 221-224
- ---------------, c.e. Hughes, a. Daza-Yomona, j.s. Sotuyo, m.f. Simon. 2010. Three new legumes endemic to the Marañón Valley, Perú. Kew Bull. 65 (2): 209-220
- j.s. Sotuyo-Vázquez, a. Delgado-Salinas, g.p. Lewis, m.w. Chase, l. Ferrari, k. Oyama. 2010. Filogeografía del complejo Caesalpinia hintonii: (Leguminosae: Caesalpinioideae: Poincianella). Rev. Mexicana de Biodiversidad 81 (3): 883-894 en línea
- ----------------------------, g.p. Lewis. 2007. A new species of Caesalpinia from the Río Balsas Depression, Mexico, and an updated taxonomic circumscription of the Caesalpinia hintonii complex (Leguminosae: Caesalpinioideae: Caesalpinieae: Poincianella group). Brittonia 59:33–36
- ----------------------------, a. Delgado–Salinas, m.w. Chase, g.p. Lewis, k. Oyama. 2007. Cryptic speciation in the Caesalpinia hintonii complex (Leguminosae: Caesalpinioideae) in a seasonally dry Mexican forest. Ann. of Botany 100:1307–1314 en línea
- ----------------------------, j.l. Contreras, a. Delgado-Salinas, k. Oyama. 2004. Genetic structure of the endemic Caesalpinia hintonii complex (Leguminosae: Caesalpinioideae). Plant Systematics and Evolution 247: 131–143

### Libros
- j.s. Sotuyo-Vázquez. 2011. Angiospermae Magnoliopsida. Leguminosae Juss. Caesalpinia. 236. En: A. J. García-Mendoza, y J. A. Meave (eds.). Diversidad florística de Oaxaca: de musgos a angiospermas (colecciones y lista de especies). Universidad Nacional Autónoma de México-Comisión Nacional para el Conocimiento y Uso de la Biodiversidad. Distrito Federal, México. 352 pp.
- m. Sousa-Sánchez, g. Andrade-Murguía, r. Cruz-Durán, a. Delgado-Salinas, j.s. Sotuyo-Vázquez, o. Téllez-Valdez, ma. l. Torres-Colín, r. Torres-Colín. 2011. Angiospermae Magnoliopsida. Leguminosae Juss. 233-251. En: a.j. García-Mendoza, j.a. Meave (eds.) Diversidad florística de Oaxaca: de musgos a angiospermas (colecciones y lista de especies). Instituto de Biología, UNAM-CONABIO. Distrito Federal, México. 352 pp.
- j.s. Sotuyo-Vázquez. 2007. Historia evolutiva del complejo Caesalpinia hintonii (Leguminosae: Caesalpinioideae): filogenia, estructura genética y aislamiento reproductivo. Tesis, doctorado Instituto de Ecología, Universidad Nacional Autónoma de México. 147 pp.